# 凡察
凡察，明朝建州女真人，生卒年不详。建州左卫掌卫猛哥帖木兒的叔叔容绍包奇娶亡兄挥厚遗孀也吾巨后所生之子。猛哥帖木兒死后，掌建州左卫。
凡察是斡朵里万户猛哥帖木儿的同母异父弟，吾都里部内地位仅次于猛哥帖木儿的酋长。满洲人的始祖从布库里雍顺开始不断的从黑龙江松花江流域往南迁移。到了猛哥帖木儿和凡察的年代已经迁至今乌苏里江东南和朝鲜半岛东北部(今咸镜南道会宁市一带）。永乐四年(1406年)，在阿哈出的推荐下，明朝政府授猛哥帖木儿为建州卫都指挥使(被朝鮮稱建州衛斡朵里)，因而引起朝鲜的不满。永乐九年（1411年），“猛哥贴木儿尝侵庆源，畏其见伐，徙于凤州。”“永乐十四年（1416年），明朝政府正式设建州左卫于凤州，委任猛哥帖木儿专管建州左卫事宜。永乐二十二年（1424年），与建州卫迁往婆猪江的同时，猛哥贴木儿率部众迁回朝鲜境内阿木河旧居地。宣德七年（1432年），入京朝贡，封为都指挥佥事。宣德八年（1433年），升为都指挥使。楊木答兀勾引嫌真兀狄哈首領弗答哈，葛多介前来袭击城寨，杀死猛哥帖木儿和长子阿古等人。凡察赴京告难。宣德九年（1434年），因为战功晋升为都督佥事，掌建州左卫事。明英宗朱祁镇正统二年（1437年），他和明朝授猛哥帖木兒次子董山（查山、清人谓之充善）指挥使一職，自此凡察、董山叔侄俩人争印，经年不决。正统五年（1440年），凡察和董山‘畏兀狄哈掳掠，又乏资财，将至饿死’，只好率领余部从朝鲜会宁西迁辽东。同行的300余户，另有百余户留居当地。途中克服种种困难，最后迁至浑河上游的苏子河，与先期迁到当地的胡里改部重新会聚到一起，阿古妻带遗腹子嫁于建州卫胡里改部酋长李满住。防御外来侵扰的共同需要促使建州卫与建州左卫的部落再度走向联合，使满洲祖先血缘部落间的传统关系又有了新发展。正统七年（1442年），析建州左卫置建州右卫，凡察升都督同知，以新印掌建州右卫，董山以旧印掌建州左卫。正统九年（1444年）、正统十三年（1448年），两次朝贡明朝。正统十四年（1449年），他的妻子朵儿真索入朝，向孙太后进献塔纳珠两颗。景泰之后，他和儿子不花秃扰边，“以罪拘死辽东”。凡察死后，其子不花秃继任。